# Alt-Montfort
Die Burg Alt-Montfort ist die Ruine einer Höhenburg zwischen Weiler und Fraxern im Vorarlberger Rheintal. Hugo III. von Tübingen, der sich später Hugo I. von Montfort nannte, ließ sie Ende des 12. Jahrhunderts erbauen, 1206 oder 1208 wurde die Burg erstmals urkundlich erwähnt.

## Name
„Montfort“ ist eine Abwandlung der lateinischen Begriffe mons (Berg) und fortis (tapfer, stark), also in etwa „Starkenberg“. Nach diesem Wohnsitz nannten sich die „Grafen von Montfort“.

## Geschichte

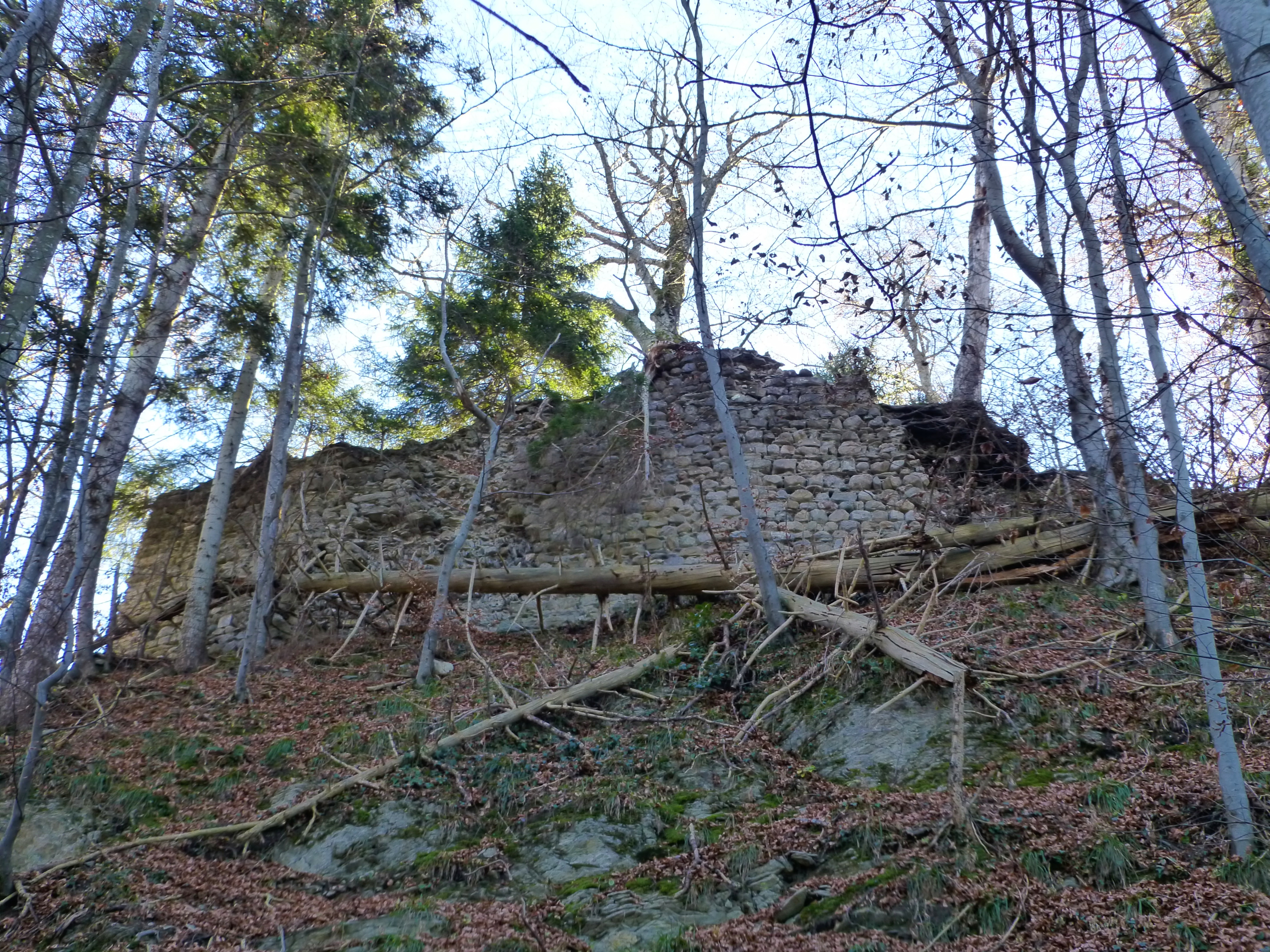
Der größte zusammenhängende Mauerrest

1375 übernahm Herzog Leopold III. von Österreich die Burg. Im Zuge des Appenzellerkriegs wurde die Burganlage am 6. Dezember 1405 völlig zerstört. 1417 kam die Burg in den Besitz der Toggenburger Grafen und 1436 in den Besitz Herzogs Friedrich IV. von Österreich. Ab 1679 besaß die Familie Clary-Aldringen die Burg. Im Jahr 1837 wurde Michael Fink der Besitzer. Heute sind nur noch wenige Mauerreste erhalten und erkennbar.